# يوهانس شلاف
يوهانس شلاف (بالألمانية: Johannes Schlaf). هو مؤلف وكاتب مسرحي وشاعر ألماني. ولد عام 1862 في كفرفورت، وتوفي عام 1941 في المدينة نفسها. وكان شلاف صديقاً لأرنو هولتس حتى عام 1892. وكتبا معاً مخطوطات ومسرحيات بأسلوب طبيعي خالص. كما ترجم شلاف أيضاً بعض كتابات والت ويتمان وأعمالاً لأميل زولا.

## أعماله
- بابا هاملت «Papa Hamlet» (مخطوطة بالاشتراك مع أرنو هولتس 1889).
- عائلة زليكه «Die Familie» (بالاشتراك مع أرنو هولتس، مسرحية 1890).

## روابط خارجية
- يوهانس شلاف على موقع IMDb (الإنجليزية)
- يوهانس شلاف على موقع ميوزك برينز (الإنجليزية)
- يوهانس شلاف على موقع ديسكوغز (الإنجليزية)